# 刘建平 (医学家)
刘建平，北京中医药大学循证医学中心主任、教授，主要循证医学等方面的研究工作。入选中华人民共和国教育部第八批"长江学者"特聘教授，享受中国国务院特殊津贴。